# にんじんパン

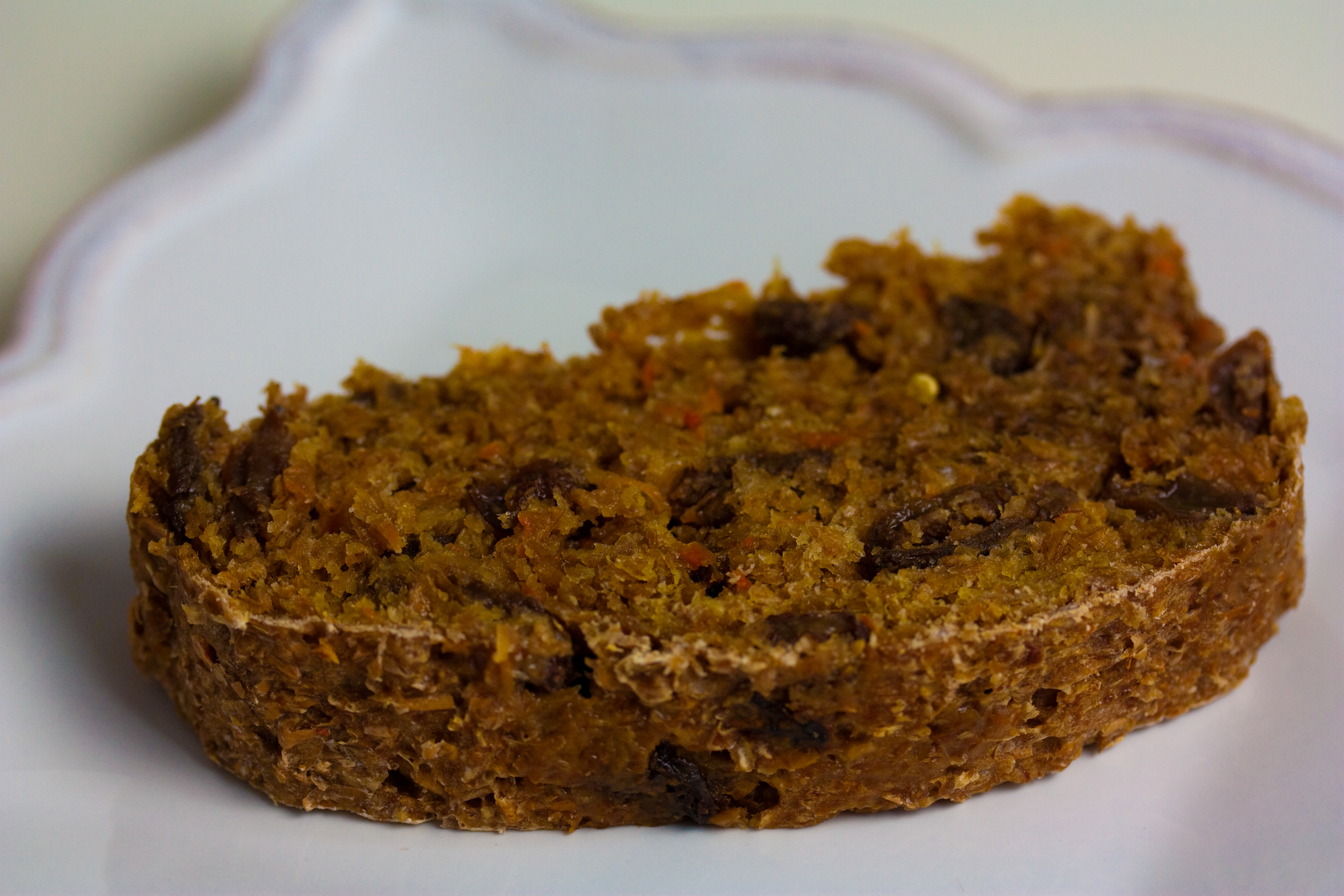
にんじんとレーズンを使った菜食主義者向けのにんじんパン

にんじんパンまたはキャロットブレッド（英語: Carrot bread）は、にんじんを主成分 とするパンまたは速成パン である。すりおろしたにんじん、またはにんじんジュースを用いて作られる。 焼く時間の長さは、使用するにんじん果汁の量によって異なる。    にんじんパンは、にんじん果汁またはにんじん果実に由来し、橙色である場合がある。にんじん以外にその調製に使用される成分としては、ズッキーニ（ズッキーニ自体を使ったズッキーニパンも作れる ）、 バターミルク、卵、牛乳、黒糖、シナモン、ナツメグ、クルミ、生姜、レーズンが挙げられる。   にんじんパンはサワードウやマルチグレインのパンとしても作られる。プレーンなものを食べたり、バターを添えたり、アイシングをかけたり、グレーズをかけたりしてもよい。  健康の観点から見れば、にんじんパンは、食事で野菜の摂取量を増やす手段でもある。  